# VARA

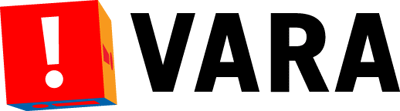
Logo-ul grupului audiovizual VARA

VARA este un grup audiovizual public de radio și de televiziune în Țările de Jos, fondat la 1 noiembrie 1925.
Denumirea grupului audiovizual VARA corespunde acronimului V.A.R.A. al sintagmei din limba neerlandeză „Vereeniging van Arbeiders Radio Amateurs”.
În 1957 numele a fost schimbat în Omroepvereniging VARA, astfel denumirea grupului audiovizual a încetat să fie un acronim.